# 烏德賴湖 (新索科利尼基區)
56°17′14″N 29°56′43″E / 56.28722°N 29.94528°E
烏德賴湖（俄语：Удрай），是俄羅斯的湖泊，位於該國西北部，由普斯科夫州負責管轄，處於新索科利尼基區，面積1.5平方公里，集水區面積88.1平方公里，平均水深3.2米，最大水深8.6米。